# Линкомицин
Линкомицин — антибиотик группы линкозамидов, который производится актиномицетом Streptomyces lincolnensis.

## Фармакологическое действие
В терапевтических дозах действует бактериостатически. При более высоких концентрациях оказывает бактерицидное действие. Подавляет синтез белка в микробной клетке.
Активен преимущественно в отношении аэробных грамположительных бактерий: Staphylococcus spp. (в том числе штаммы, продуцирующие пенициллиназу), Streptococcus spp. (в том числе Streptococcus pneumoniae (за исключением Enterococcus faecalis)), Corynebacterium diphtheriae; анаэробных бактерий Clostridium spp., Bacteroides spp.
Линкомицин активен также в отношении Mycoplasma spp.
К линкомицину устойчивы большинство грамотрицательных бактерий, грибы, вирусы, простейшие. Устойчивость вырабатывается медленно.
Между линкомицином и клиндамицином существует перекрёстная резистентность.

## Фармакокинетика
После приёма внутрь 30-40 % абсорбируется из ЖКТ. Приём пищи замедляет скорость и степень всасывания. Линкомицин широко распределяется в тканях (включая костную) и жидкостях организма. Проникает через плаценту. Частично метаболизируется в печени. T1/2 составляет около 5 ч. Выводится в неизменённом виде и в виде метаболитов с мочой, желчью и калом.

## Показания
Инфекционно-воспалительные заболевания тяжёлого течения, вызванные чувствительными к линкомицину микроорганизмами, в том числе сепсис, остеомиелит, септический эндокардит, пневмония, абсцесс лёгкого, эмпиема плевры, раневая инфекция. В качестве антибиотика резерва при инфекциях, вызванных штаммами стафилококка и другими грамположительными микроорганизмами, резистентными к пенициллину и другим антибиотикам.
Для местного применения: гнойно-воспалительные заболевания кожи.

## Режим дозирования
При приёме внутрь взрослым — по 500 мг 3—4 раза/сут или в/м — по 600 мг 1—2 раза/сут. В/в капельно вводят по 600 мг в 300 мл изотонического раствора натрия хлорида или глюкозы 2—3 раза/сут. Детям в возрасте от 1 месяца до 14 лет внутрь — 30—60 мг/кг/сут; в/в капельно вводят в дозе 10—20 мг/кг каждые 8—12 ч. При местном применении наносят тонким слоем на поражённые участки кожи.

## Побочное действие
Со стороны пищеварительной системы: тошнота, рвота, боли в эпигастрии, диарея, глоссит, стоматит; транзиторное повышение уровня печеночных трансаминаз и билирубина в плазме крови; при длительном применении в высоких дозах возможно развитие псевдомембранозного колита.
Со стороны системы кроветворения: обратимая лейкопения, нейтропения, тромбоцитопения.
Аллергические реакции: крапивница, эксфолиативный дерматит, отёк Квинке, анафилактический шок.
Эффекты, обусловленные химиотерапевтическим действием: кандидоз.
Местные реакции: флебит (при в/в введении).
При быстром в/в введении: снижение АД, головокружение, общая слабость, расслабление скелетной мускулатуры.

## Противопоказания
Выраженные нарушения функции печени и/или почек, беременность, лактация, повышенная чувствительность к линкомицину и клиндамицину.

## Беременность и лактация
Линкомицин проникает через плацентарный барьер, выделяется с грудным молоком. Применение при беременности противопоказано. При необходимости применения в период лактации следует решить вопрос о прекращении грудного вскармливания.

## Особые указания
При нарушении функции печени и/или почек следует уменьшить разовую дозу линкомицина на 1/3 — 1/2 и увеличить интервал между введениями. При длительном применении необходим систематический контроль функций почек и печени.
В случае развития псевдомембранозного колита линкомицин следует отменить и назначить ванкомицин или бацитрацин. Линкомицин в форме капсул, раствора для инъекций, мази включён в Перечень ЖНВЛС.

## Лекарственное взаимодействие
При одновременном применении с пенициллинами, цефалоспоринами, хлорамфениколом или эритромицином возможен антагонизм противомикробного действия. При одновременном применении с аминогликозидами возможен синергизм действия.
При одновременном применении со средствами для ингаляционного наркоза или миорелаксантами периферического действия отмечается усиление нервно-мышечной блокады, вплоть до развития апноэ.
Приём противодиарейных препаратов снижает эффект линкомицина.

## Фармацевтическое взаимодействие
Фармацевтически несовместим с ампициллином, барбитуратами, теофиллином, кальция глюконатом, гепарином и магния сульфатом.
Линкомицин несовместим в одном шприце или капельнице с канамицином или новобиоцином.